# Edmund White
Edmund White (Cincinnati (Ohio), 13 januari 1940 – New York, 3 juni 2025) was een Amerikaanse schrijver. Hij was een pionier in de homo-literatuur en -essays. Zijn roman A Boy’s Own Story (Het verhaal van een jongen), wordt gezien als een klassieker in de homo-literatuur. In 2018 ontving hij de PEN/Saul Bellow Award for Achievement in American Fiction.

## Leven en werk

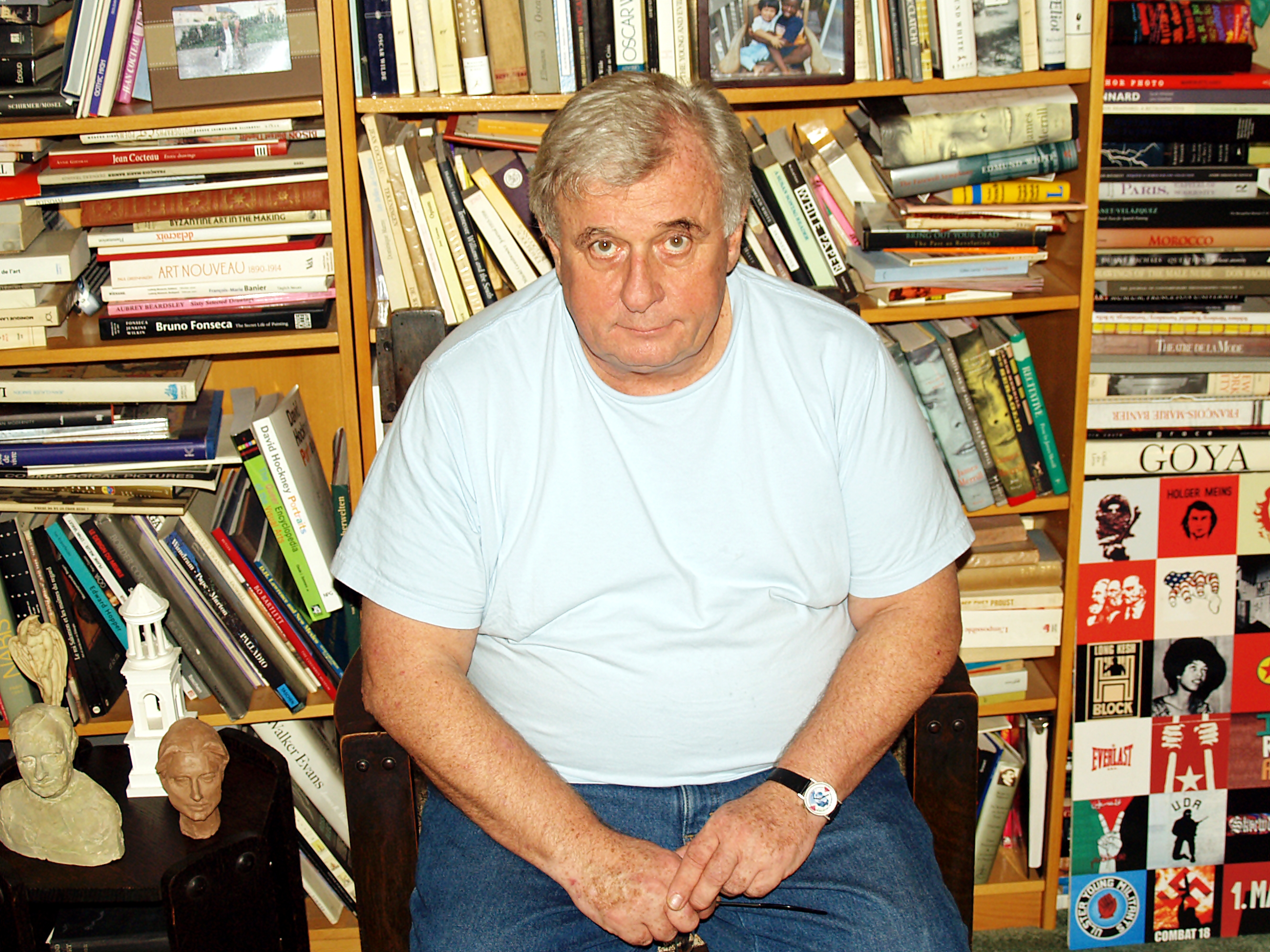
Edmund White (2007)

Edmund White werd geboren in 1940. In de jaren 1960 en 1970 woonde hij in New York. Hij hoorde bij de eerste generatie Amerikaanse schrijvers die volledig schreven vanuit een homoseksueel standpunt. In zijn romans en essays beschreef hij het homoseksuele leven en onderzocht hij de homoseksuele identiteit. Samen met onder meer Andrew Holleran behoorde hij tot het schrijverscollectief The Violet Quill, en was hij een van de pioniers van de homo-literatuur. Zijn roman A Boy's Own Story (Het verhaal van een jongen), wordt gezien als een van de eerste coming-out-romans. De roman wordt gezien als een klassieker in de homo-literatuur. A Boy's Own Story vormt met The Beautiful Room Is Empty (De lege kamer) en The Farewell symphony (De afscheidssymfonie) een trilogie. Naast romans schreef hij in 1980 een van de eerste homoreisgidsen met zijn reismemoires door de VS, en in 1977 met The Joy of Gay Sex, het eerste homoseksuele sekshandboek. Hij schreef onder meer artikelen voor Time en Vogue. Edmund White woonde jarenlang in Parijs, hierover schreef hij onder meer de roman The Flâneur (De flaneur).

## Aids
Edmund White schreef veel over de aids-crisis en de impact daarvan, onder meer in The Married Man (De gehuwde man) en The Darker Proof (De donkere kant). Al op jonge leeftijd werd hij besmet met hiv, maar de ziekte heeft bij hem nooit doorgezet. Veel van de schrijvers van de Violet Quill werden besmet met hiv en overleden aan aids. White beschreef de aids-crisis vanuit een mannelijk homoseksueel perspectief. "Het is belangrijk dat schrijvers hun lezers duidelijk maken - en in het bijzonder heteroseksuele lezers - hoe het is om als een homoseksuele man over aids na te denken, hoe het is om seropositief te zijn, kortom, hoe het is om al deze morele vragen en psychologische problemen het hoofd te bieden," zei hij hierover. Edmund White was mede-oprichter van de Gay Men’s Health Alliance en werkte voor AIDES.

## Nederlandse vertalingen
In 1981 werd Nocturnes voor de koning van Napels (Nocturnes for the King of Naples) zijn eerste boek dat in het Nederlands werd vertaald. Hierna werden nog zes van zijn romans en verhalenbundels in een Nederlandse vertaling uitgebracht, onder meer de trilogie Het verhaal van een jongen, De lege kamer en De afscheidssymfonie.

## Persoonlijk leven
In 2013 trouwde Edmund White met zijn vriend Michael Carroll.
Hij overleed op 85-jarige leeftijd.